# Grönsaksland

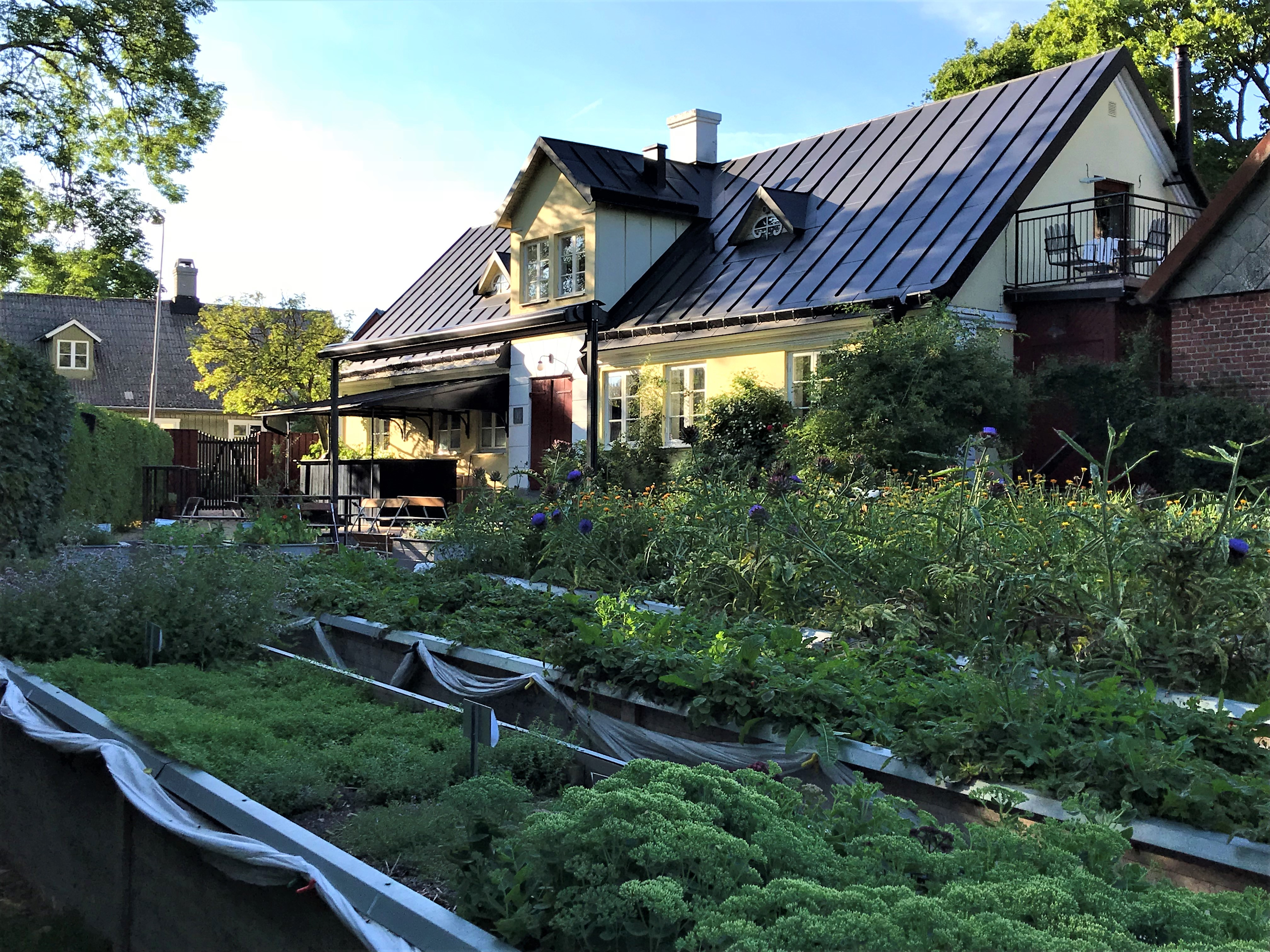
Köksträdsgården vid Daniel Berlin krog i Skåne-Tranås, 2018.

Ett grönsaksland används för att odla grönsaker och andra ätbara plantor för mänsklig konsumtion.

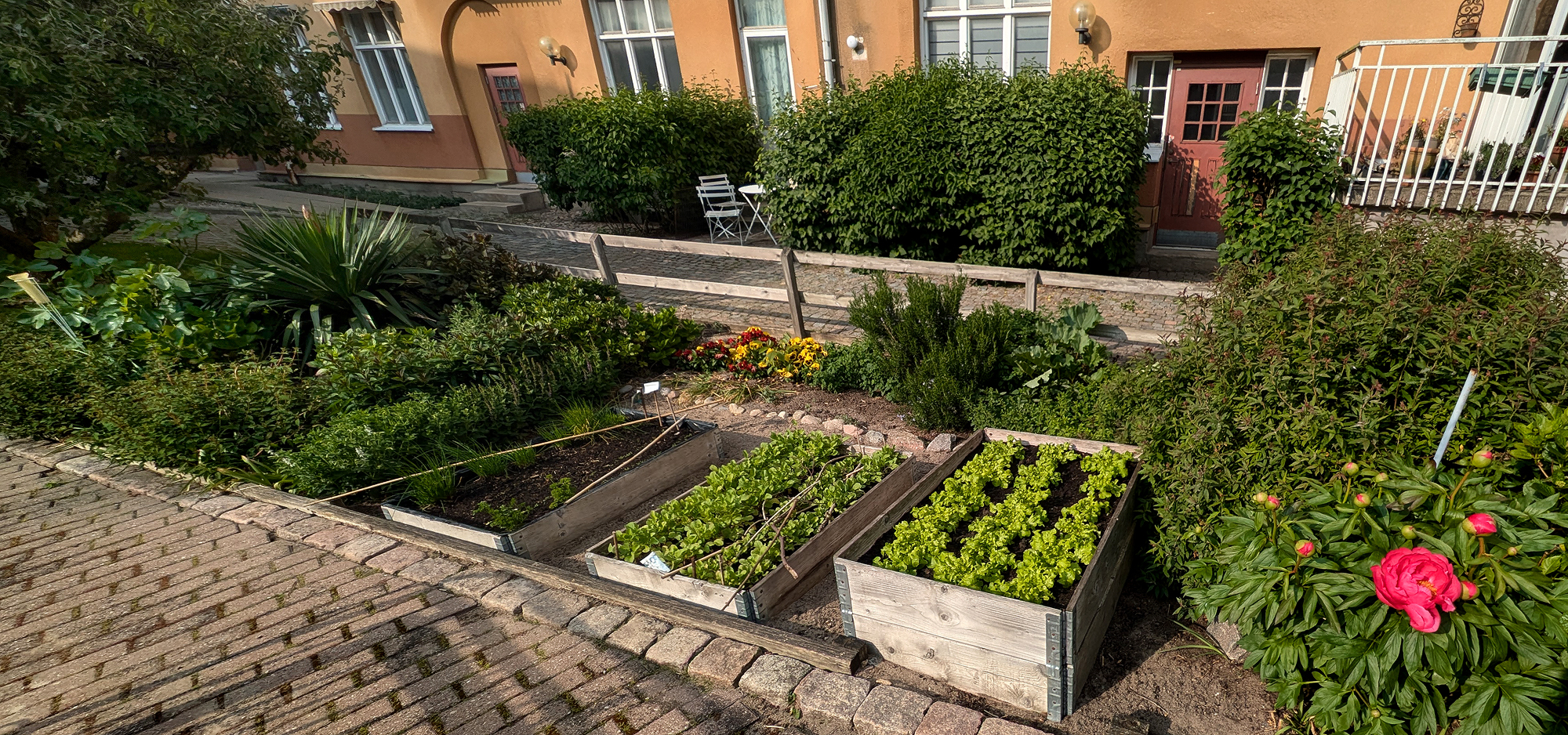
Ett litet grönsaksland för hyresgäster i en fastighet i centrala Ystad 2025.